# Сияние
«Сияние» (укр. Сяйво) — третій офіційний альбом гурту «Flëur» виданий 2004 року в Україні і 2005 року у Франції. Третя та остання частина так званої трилогії Flëur.
Запис диску проходив швидко, інколи навіть поспішно. Альбом «Сияние» був вперше представлений публіці на закритті театрального фестивалю «Травневий Київ».
Після виходу альбому «Сияние» гурт вперше відіграв концерти за межами України, а також був запрошений на телеканал О2 ТВ (17 червня 2005) у програму «Брать живьем»

## Композиції альбому

### Українське видання
| #   | Назва                              | Автор              | Тривалість |
| --- | ---------------------------------- | ------------------ | ---------- |
| 1.  | «Интро»                            |                    | 0:37       |
| 2.  | «Кокон»                            | Ольга Пулатова     | 4:42       |
| 3.  | «Зафиксировать вечность»           | Олена Войнаровська | 4:24       |
| 4.  | «Небо хочет упасть»                | Ольга Пулатова     | 3:43       |
| 5.  | «Сияние»                           | Олена Войнаровська | 5:03       |
| 6.  | «Будь моим смыслом»                | Ольга Пулатова     | 5:22       |
| 7.  | «Взрывная волна»                   | Олена Войнаровська | 3:31       |
| 8.  | «Сладость»                         | Ольга Пулатова     | 6:19       |
| 9.  | «Ты не можешь мне запретить»       | Олена Войнаровська | 6:16       |
| 10. | «Кто-то»                           | Ольга Пулатова     | 4:33       |
| 11. | «Друг, который никогда не предаст» | Олена Войнаровська | 3:29       |
| 12. | «Музыка странного сна»             | Ольга Пулатова     | 5:16       |
| 13. | «Над водопадом»                    | Олена Войнаровська | 4:32       |
| 14. | «Тайна»                            | Ольга Пулатова     | 4:09       |
| 15. | «Мост над туманным заливом»        | Олена Войнаровська | 5:22       |

### Французьке видання
Французьке видання альбому відрізняється іншим зведенням. У Франції альбом був виданий під назвою «Siyanie» та має перекладені англійською назви пісень, а також іншу обкладинку.
| #   | Назва                           | Тривалість |
| --- | ------------------------------- | ---------- |
| 1.  | «Intro»                         | 0:37       |
| 2.  | «Cocoon»                        | 4:42       |
| 3.  | «To Fix the Eternity»           | 4:24       |
| 4.  | «The Sky Wants to Fall Down»    | 3:43       |
| 5.  | «Shining»                       | 5:03       |
| 6.  | «Be My Sense»                   | 5:22       |
| 7.  | «You Can't Forbid It to Me»     | 6:16       |
| 8.  | «Someone»                       | 4:33       |
| 9.  | «Friend That Will Never Betray» | 3:29       |
| 10. | «Strange Dream Music»           | 5:16       |
| 11. | «Over the Waterfall»            | 4:32       |
| 12. | «Mistery»                       | 4:09       |
| 13. | «The Bridge over Misty Bay»     | 5:22       |

## Музиканти, що брали учать у записі альбому

### Зі складу гурту
- Ольга Пулатова — фортепіано, вокал (2, 4, 6, 8, 10, 12, 14)
- Олена Войнаровська — гітара, вокал (3, 5, 7, 9, 11, 13, 15)
- Юлія Земляна — флейта
- Олександра Дідик — віолончель
- Анастасія Кузьміна — скрипка
- Катерина Котєльнікова — синтезатор
- Олексій Ткачевський — ударні
- Владислав Міцовський — перкусія
- Віталій Дідик — контрабас

### Інші
- Дмитро Вєков — продюсер, продакшн, дизайн
- Владислав Міцовський — продюсер, дизайн
- Олег Яшник — продакшн
- Сергій Заболотний — мастеринг
- Сегрій Ляшков — фото
- Павло Шевчук — мастеринг для видання у складі трилогії («Paularis Music Group», 2005, Київ)
- Фредерік Шаплен — мастеринг для французького видання
- Сабін Аделаїд — оформлення обкладинки для французького видання

## Ротація
У ротацію на радіостанціях потрапили такі пісні з цього альбому:
- Кокон[4]
- Мост Над Туманным Заливом[5]

## Додаткова інформація
- До пісень «Кокон» і «Зафиксировать вечность» було зроблено відеоарти, які були 2005 року видані на диску разом з «Трилогією». Їх режисером є Євген Тимохін. Також на відеодиску-додатку до «Трилогії» міститься відеозапис виконання пісні «Тайна» на концерті в Одесі
- Пісня «Мост над туманным заливом» була написана під враженням від фотографії Мосту Золота Брама у Сан-Франциско[6]
- Пісня «Музыка странного сна» присвячена учасникам гурту Flëur[7]
- Пісня «Будь моим смыслом» також видавалася на збірці кращих пісень гурту Flëur «Флёрография» та збірці «Fairy World II»[8]
- Пісня «Тайна» також видавалася на збірці кращих пісень гурту Flëur «Флёрография» та збірці «Elegy Sampler 37»[9]
- Пісня «Взрывная волна» також видавалася на збірці кращих пісень гурту Flëur «Флёрография»
- Пісня «Ты не можешь мне запретить» також видавалася на збірці «Lightwaves Part II»[10]
- Пісня «Мост над туманным заливом» також видавалася на збірці кращих пісень гурту Flëur «Флёрография»